# Marie Heiberg
Marie Heiberg (ur. 10 września 1890 w Kirikuküla, zm. 15 lutego 1942 w Tallinnie) – estońska poetka.

## Życie
Pochodziła z biednej rodziny. Wykształcenie zdobywała w szkołach w Urvaste i Sangaste. Zadebiutowała w wieku 14 lat, w 1904 publikując w prasie opowiadanie pt. Linda. Rok później jej twórczość stała się częścią zredagowanej przez Friedeberta Tuglasa antologii W dniach walki (org. Võitluse päivil), zyskując opinię nadziei estońskiej literatury (kontakt z Tuglasem utrzyma przez następne 12 lat - będą pisywać do siebie listy, nawet kiedy będzie on przebywał poza granicami Estonii). 
Od 1907 Marie Heiberg mieszkała w Tartu, gdzie imała się różnych dorywczych prac, w tym jako dziennikarka Rok później ukazał się jej debiutancki tomik Śpiewy zasmuconego dziecka (org. Mure-lapse laulud). 
W 1913 wraz z Richardem Rohtem założyła grupę "Moment". 
Po 1919 roku jej kariera literacka załamała się - Marie Heiberg zapadła na schizofrenię i uznała, że jest księżniczką Anastazją Romanową. Do końca życia leczyła się klinice psychiatrycznej. 

## Twórczość
- 1906 Mure-lapse laulud (pl. Śpiewy zasmuconego dziecka, tom poezji)
- 1910 Elukevade (pl. Wiosna życia, krótka powieść autobiograficzna)
- 1913 Luule (pl. Śpiewy, poezja)
- 1914 Enne viimset päva (pl. Przed ostatnim dniem, poezja)